# Močvirska sinica
Močvirska sinica (znanstveno ime Poecile palustris) je ptica pevka iz družine sinic (Paridae). Je predvsem gozdna ptica, ki prebiva v večjem delu Evrope in Azije. Zelo težko jo ločimo od njene sorodnice, gorske sinice.

## Telesne značilnosti
Močvirska sinica je dolga 11–12 cm z razponom kril od 18–19 cm in okvirno teži 10–12 g. Perje na zgornji strani je sivkasto rjavo, na glavi, zatilju in podbradku bleščeče črno, spodaj umazano belo do sivo, na bokih smetanasto rjavo in pod vratom sivo črno. Kljun je črn, peruti so zaobljene, noge pa so temne. Mlade močvirske sinice imajo bolj motno črno kapo kot odrasle. Spola sta na videz enaka.
Zelo je podobna sorodni gorski sinici in ju na daleč težko razlikujemo, prav tako jo tažko ločimo od žalobne sinice.

## Gnezdenje
Kot duplar gnezdi v drevesnih votlinah ali celo zidnih luknjah, do 1000 m nadmorske višine, v višini človeka ali manj. Njeno gnezdo se od drugih razlikuje po tem, da je spleteno predvsem iz svetlega gradiva, kot so npr. rumeno zeleni mahi, bele zajčje dlake in belo perje. V leglu je po navadi od 6–9 (tudi do 11) belih jajc z razločnimi rdečkastimi lisami. Mladiči so gnezdomci in valjenci, poletijo pa po 17–20 dneh. Njene gnezdilne navade so podobne navadam drugih sinic, le da se odrasla močvirska sinica in mladiči držijo še dolgo časa skupaj in se klatijo po okolici. Od maja naprej do aprila vali dvakrat v času od 13–15 dni.

## Življenjski prostor in navade
Močvirsko sinico lahko najdemo v večjem delu Evrope, razen na Iberskem polotoku, na Irskem, severu Skandinavije in v Škotski, ter vse do vzhodne Azije. Evropsko populacijo ocenjujejo na 6,1–12 milijonov gnezditvenih parov. Prebiva predvsem v svetlih listnatih gozdovih, sadovnjakih, grmiščih, ob jezerskih obrežjih in tekočih vodah, v parkih. Kljub svojemu imenu bolj redko zaide na močvirja.
Na Slovenskem jo uvrščamo med pogoste vrste. Ni je v najzahodnejšem delu Julijskih Alp, ponekod v Primorju in v Savinjski dolini. Njena zimska razširjenost je zelo podobna gnezditveni, le da pozimi zaide tudi na močvirja in v trstičja.
Njihova pesem vključuje preprosti ponavljajoči šip-šip-šip. Klici močvirske sinice so glasni in odsekani piču, v nasprotju z globokim, nosljavim dze-dze-dze gorske sinice, po čemer ju tudi lahko ločujemo med seboj. Njeno petje je podobno tudi veliki sinici. Aktivna je samo podnevi.

### Prehrana
Bukve ji zagotavljajo žir za zimsko prehrano, hrast pa široko paleto žuželčje hrane. Pozno poleti in pozimi si dela zaloge hrane, ki jo skriva v gozdno steljo ali v štore. Obiskujejo tudi krmilnice, kjer se hranijo s semenjem in kuhinjskimi ostanki. Pogosta hrana so tudi orehi in jagode.